# Hypericum tortuosum
Hypericum tortuosum är en johannesörtsväxtart som beskrevs av Isaac Bayley Balfour. Hypericum tortuosum ingår i släktet johannesörter, och familjen johannesörtsväxter. Inga underarter finns listade i Catalogue of Life.